# Templo de Zeus Estratio
El Templo de Zeus Estratio (en griego: Ναός Στρατίου Διός) fue un antiguo templo griego dedicado a Zeus Estratio en la ciudad de Estrato, Grecia. Sus ruinas se encuentran en el municipio de Agrinio, a unos 600 metros al noroeste de la actual localidad de Estrato.

## Historia
La construcción del Templo de Zeus en Estrato comenzó a principios del período Helenístico en torno al año 321 a. C. Al parecer, el templo nunca llegó a completarse debido a la guerra entre Estrato y Etolia.

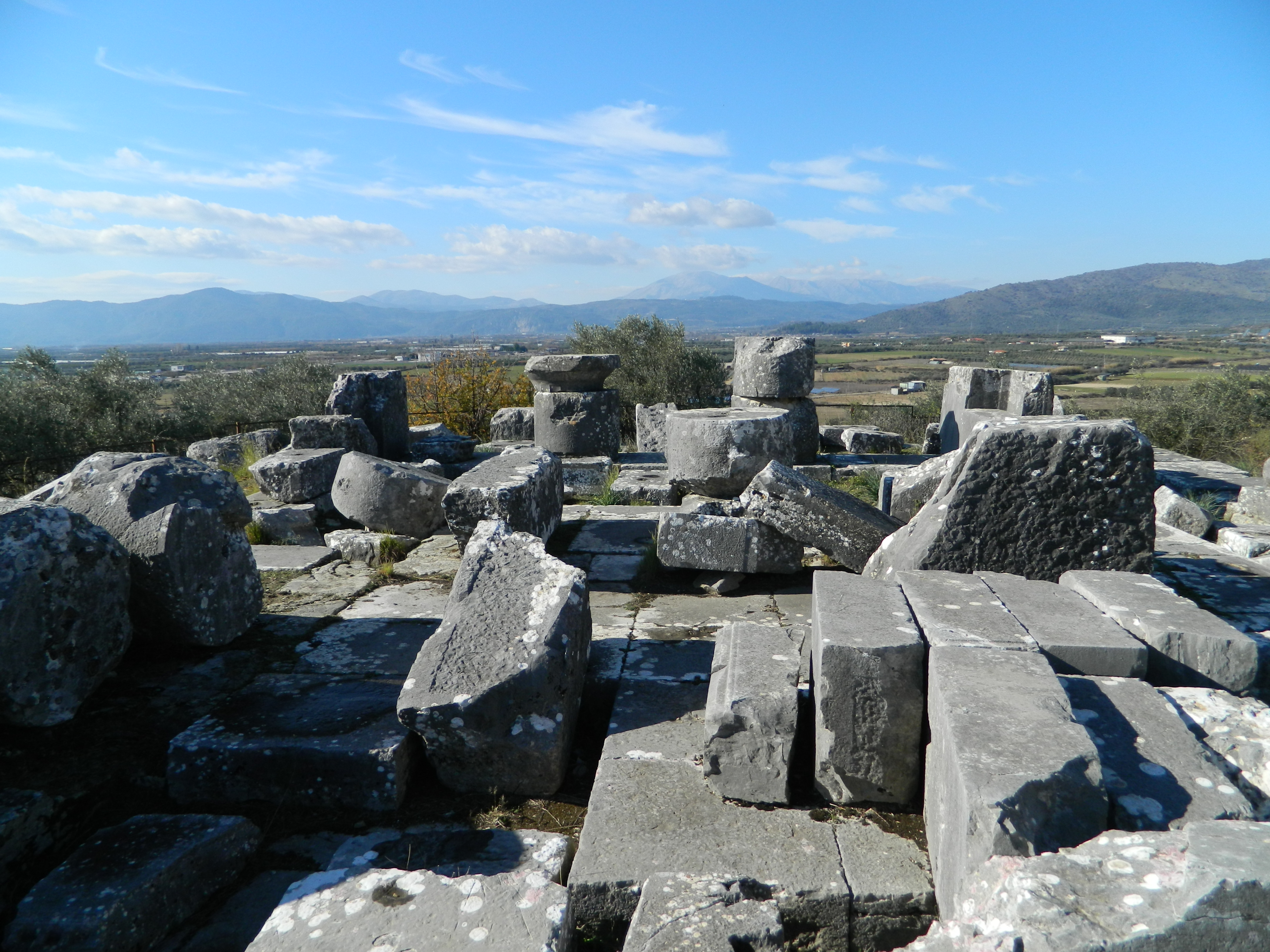

La excavación arqueológicadel templo fue llevada a cabo por la École française d'Athènes en 1924. El Instituto Finlandés de Atenas ha llevado a cabo una reconstrucción en altura del templo basada en una nueva medición de los restos del templo en 2000-2001 bajo la supervisión de Jari Pakkanen. Al mismo tiempo, se llevó a cabo un modelado tridimensional del templo por ordenador.

## Descripción

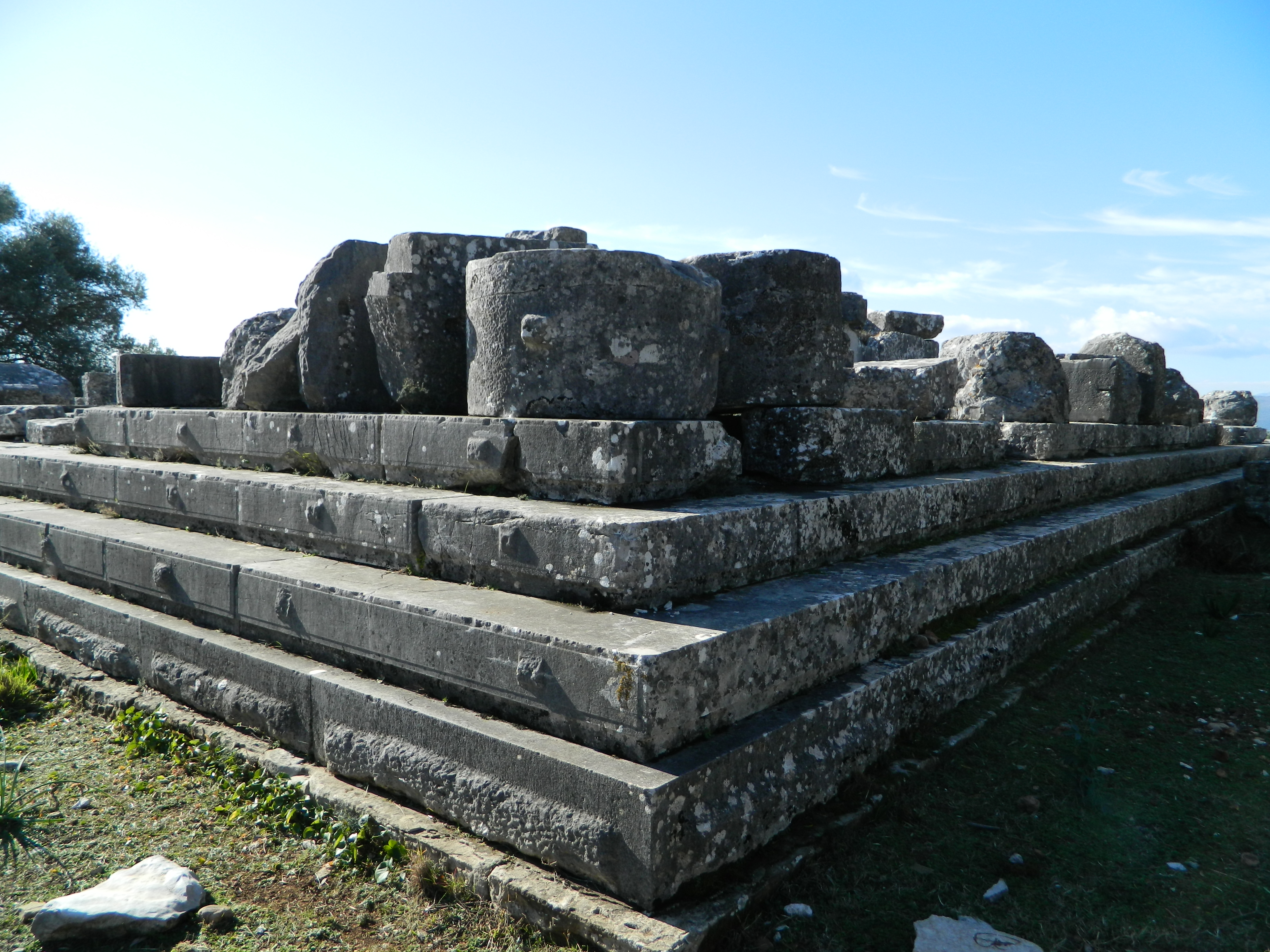
Esquina del templo. El estado inacabado del edificio es visible en los salientes que quedan en las piedras de construcción.

Estaba situado en la parte noroccidental del recinto amurallado de Estrato. Era un templo períptero, con una estilóbato de aproximadamente 16,6 × 32,4 ms. Arquitectónicamente, el templo representa en muchos aspectos el periodo de transición entre la Grecia clásica e inicios del período helenístico, y en muchos aspectos se asemeja a los templos del periodo clásico tardío del Peloponeso. El templo era hexástilo, es decir, tenía seis columnas en cada extremo de la fachada, mientras que los lados más largos tenían 11. El número total de columnas (perístasis) de la fachada era, por tanto, 30. Era de estilo dórico.
En el interior tenía un naos, un pronaos y un opistodomos, cada uno con dos columnas delante. Las columnas eran del estilo jónico, mientras que las columnas de la naos eran de estilo corintio. Así, el templo combinaba los tres estilos griegos. El templo se construyó con piedra caliza blanca local.

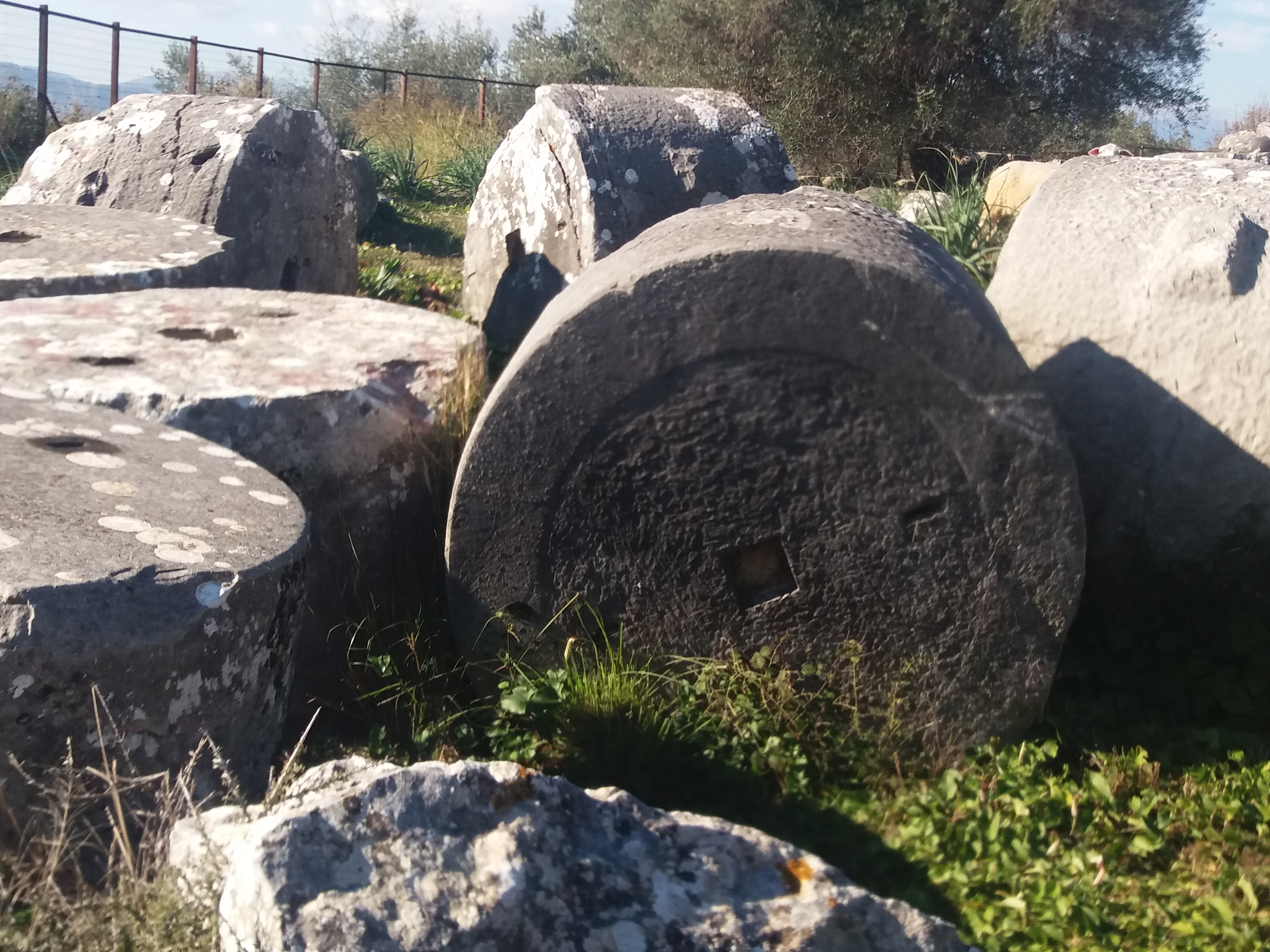
Los tambores de las columnas no estriadas del templo.

Estimar la altura del templo ha requerido estudios detallados. Cada columna tenía nueve tambores. Sin embargo, según Pakkanen, el templo se diseñó originalmente para ser más alto, con diez columnas en cada pilar. En algún momento se cambió el plano y el templo se hizo más bajo, dejando las columnas de nueve tambores de altura. Pakkanen sugiere que la razón fue la falta de fondos. La altura de las columnas se estima en unos 7,9 m y la altura prevista en unos 8,7 m. Las dimensiones de las partes del templo parecen basarse en una unidad de medida local de 10,53 cm, que parece haber sido un tercio del pie local (31,6 cm).
Se han conservado los cimientos del templo, junto con al menos 113 tambores de columnas, 11 capillas y otros elementos estructurales. El estado inacabado del edificio se refleja en el hecho de que las columnas no estaban estriadas, es decir, no tenían acanaladuras, ni se habían retirado los salientes necesarios para moverlas durante la construcción.